# Tir (god)
Tir of Tiur (Armeens: Տիր) was de god van de geschreven taal, scholing, retoriek, wijsheid en de kunsten die in het oude Armenië werden aanbeden.
Hij was de zoon van Hayk en werd beschouwd als de boodschapper van de oppergod Aramazd waarzegster en degene die dromen uitlegde, en die de goede en slechte daden van de mannen en degene die de zielen naar de onderwereld leidde, optekende. wereld. Hij bracht een maand van het jaar door met het documenteren van de verjaardagen en sterfgevallen van mensen in zijn dagboek, de andere 11 maanden besteedde hij aan het schenken van macht aan schrijvers, dichters, musici, beeldhouwers en architecten.
Tirs tempel stond in de buurt van Artashat. De 4e maand van de oude Armeense kalender is vernoemd naar Tir; "Tre" of "Tri". Ook naar hem vernoemd was de berg Tirinkatar, de stad Tirakatar, de dorpen Tre en Tirarich, en enkele Armeense namen zoals Tiran, Tirots, Tiridates. In de Hellenistische periode beschouwden Armeniërs Tir als de Griekse goden Apollo en Hermes.

## Oorsprong
Tirs rol als psychopompos werd mogelijk overgenomen door de Luwische dondergod Tarhunda, wiens naam was gebruikt om die van de Mesopotamische onderwereldgod Nergal te vertalen.<re name="io-aai" />